# Ljubica Kecman
Ljubica Kecman (* 10. Dezember 1993 in Belgrad) ist eine serbische Volleyballspielerin.

## Karriere
Kecman interessierte sich zunächst für Eiskunstlauf, bevor sie durch ihre ältere Schwester Milica zum Volleyball kam. Sie begann ihre Karriere 2009 bei OK Roter Stern Belgrad. Mit dem Verein gewann sie in der ersten Saison gleich das Double aus Meisterschaft und nationalem Pokal. In der Saison 2010/11 gelang Belgrad die doppelte Titelverteidigung. 2013 wurde Kecman mit dem Verein erneut Meisterin und 2014 wieder Pokalsiegerin. 2015 wechselte sie in die rumänische Liga zu CSU Târgu Mureș. 2016 wurde die serbische Nationalspielerin vom deutschen Bundesligisten SC Potsdam verpflichtet. In der Saison 2016/17 kam sie mit dem Verein ins Halbfinale des DVV-Pokals und ins Playoff-Viertelfinale der Bundesliga.